# 旋塔峨螺
旋塔峨螺（学名：Buccinum zelotes）为峨螺科峨螺屬下的一个种。